# Escuela Superior de Teatro y Cine de Lisboa
La Escuela Superior de Teatro y Cine ( en portugués: Escola Superior de Teatro e Cinema, sigla ESTC ) forma parte del Instituto Politécnico de Lisboa. Es una escuela de enseñanza superior para la formación técnica y artística en los campos de teatro y cine. En la actualidad está ubicada  en Amadora, a pocos kilómetros del centro de Lisboa.

## Historia
El origen de la ESCT se remonta al Conservatorio Nacional, que a su vez se remonta a la resolución de 1836 que encargó a Almeida Garrett la fundación de un teatro nacional y una escuela de teatro correspondiente. Además del Teatro Nacional Doña María II, se creó el Conservatório Geral de Arte Dramática, integrado por la Escola Dramática e de Declamação (escuela de teatro y recital), la Escola de Música (escuela de música) y la Escola de Dança, Mímica e Ginástica especial. La escuela de música Conservatório de Música de la Casa Pia, existente desde 1835, fue incorporada a la Escola de Música.

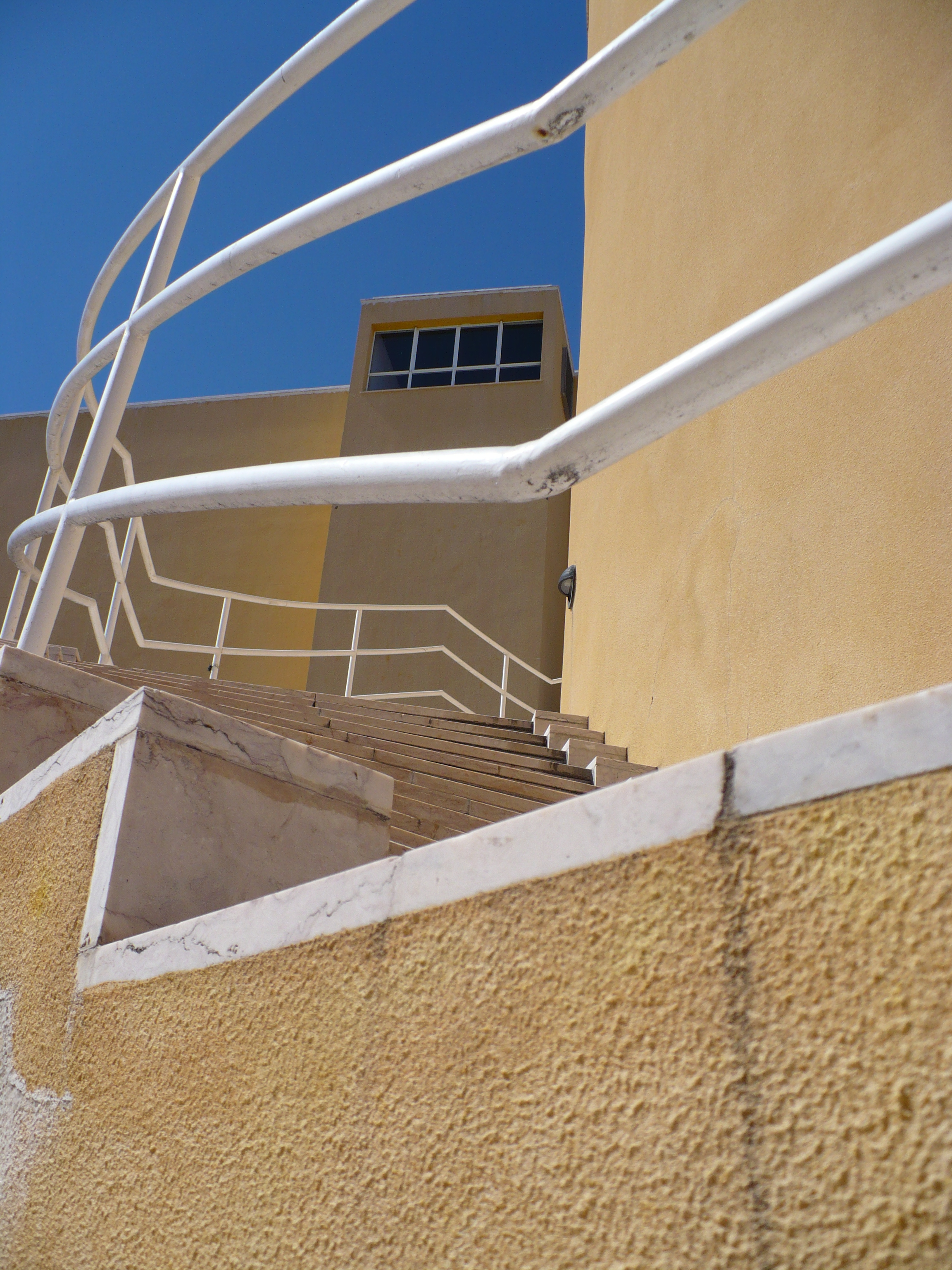
Edificio de la Escuela Superior de Teatro y Cine diseñado por el arquitecto Manuel Salgado inaugurado en 1998

En el curso de una reforma, el nombre fue cambiado a Conservatório Real de Lisboa ("Real Conservatorio de Lisboa"), mientras que su Escola Dramática e de Declamação pasó a denominarse  Escola de Arte de Representar  ("Escuela de Arte de las Artes Escénicas"). ). Con la proclamación de la República Portuguesa en 1910, el nombre pasó a ser Conservatório Nacional. En 1914, la Escuela de Arte de Representar obtuvo autonomía administrativa.
En 1971 se creó un curso de cine independiente, que en 1973 fue inicio de una escuela propia en el Conservatorio Nacional, la Escola Piloto para a Formação de Profissionais de Cinema (“Escuela de Formación de Profesiones Cinematográficas”) impulsando la formación tanto desde la parte técnica como de la creativa del cine.
En 1983, se tomó la decisión de crear una escuela de cine y teatro. Una comisión de creación inició los trabajos para transformar la Escola Piloto para a Formação de Profissionais de Cinema en la ESTC – Escola Superior de Teatro e Cinema. En 1985, la recién creada ESTC, que hasta entonces dependía de la Dirección General de Enseñanza Superior (Dirección Ministerial), fue adscrita al Instituto Politécnico de Lisboa (IPL). La ESTC permaneció bajo la gestión formal de la Comisión de Creación hasta que sus estatutos completos fueron aprobados en el Diario Oficial de la República el 18 de enero de 1995.
En 1998, la ESTC se trasladó de sus instalaciones, todavía amuebladas por Almeida Garrett, en el antiguo Convento dos Caetanos (en la parroquia de Misericórdia, en el centro de la ciudad de Lisboa), al nuevo edificio en Amadora. Además de una amplia oferta de salas de formación, también hay una biblioteca, estudios, salas de eventos y proyecciones y el comedor.

## Formación
ESTC ofrece cuatro cursos: dos de pregrado y dos de maestría, que se dividen en ramas y especializaciones.
La licenciatura en Teatro se divide en tres ramas: Actores, Diseño Escénico y Producción, y sólo existen unas pocas unidades curriculares (asignaturas) comunes entre estas ramas, especialmente las teóricas.
En la carrera de Cine, el primer año es común, y en el segundo año los estudiantes eligen una de estas seis ramas: Guion, Producción, Dirección, Imagen, Sonido o Montaje.